# رود نوتورا
رود نوتورا (انگلیسی: Notora) یک رودخانه در استان یاقوتستان کشور روسیه است.